# Osservatorio di Düsseldorf
L'osservatorio di Düsseldorf (noto anche come osservatorio Bilk o osservatorio Charlottenruhe) era uno storico osservatorio astronomico privato situato a Düsseldorf, Germania, fondato nel 1843 dall'astronomo, geologo e fisico Johann Friedrich Benzenberg che lo lasciò in dono alla città dopo la sua morte unitamente a una sovvenzione per retribuire un astronomo ivi residente. L'edificio fu distrutto nel 1943 a seguito dei bombardamenti inglesi effettuati nella battaglia della Ruhr durante la seconda guerra mondiale.

## Storia
Nel 1843 Johann Benzenberg, professore di fisica e astronomia al ginnasio di Düsseldorf, fondò un osservatorio privato e lo intitolò alla defunta moglie Johanna Charlotte Platzhoff. Lo strumento principale era costituito da un telescopio rifrattore da 1,8 metri di lunghezza focale accoppiabile ad un micrometro ad anello (Kreismikrometer), un disco in acciaio e vetro che, opportunamente collocato sul piano focale del telescopio, consentiva di calcolare le coordinate celesti dei corpi oggetto di studio. Alla morte di Benzenberg l'osservatorio passò alla città di Düsseldorf e nel 1847 l'astronomo Franz Friedrich Ernst Brünnow divenne il responsabile della struttura.

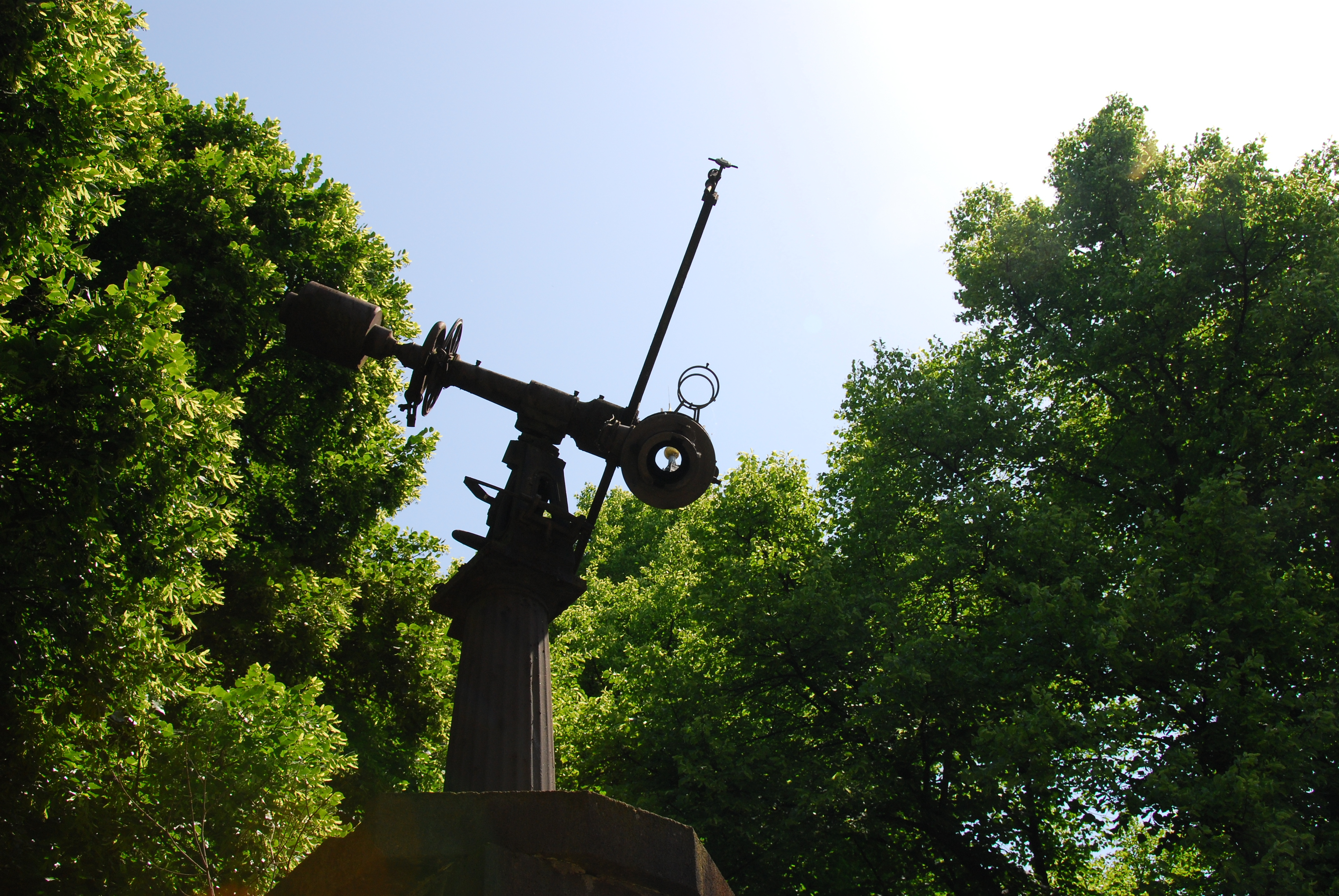
Il telescopio privo del tubo a seguito della distruzione della struttura, collocato su un basamento commemorativo

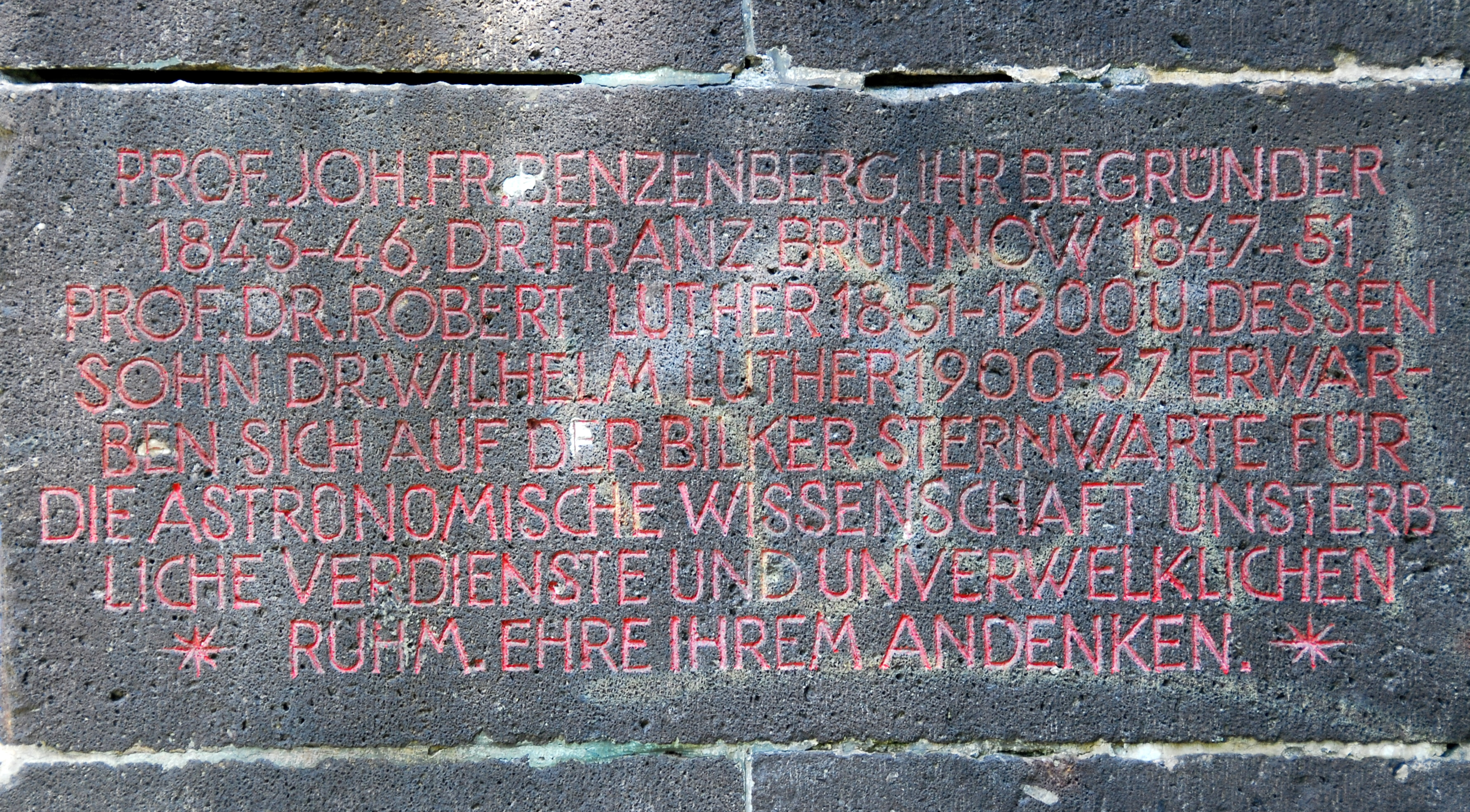
Iscrizione sul memoriale dell'osservatorio di Düsseldorf-Bilk

Nel 1851 Brünnow andò all'osservatorio di Berlino e Karl Theodor Robert Luther ne rilevò la gestione. Luther determinò le posizioni di vari pianeti e asteroidi, condividendo i dati con altri osservatori per determinare le orbite dei corpi celesti.
Il 17 aprile 1852 scoprì l'asteroide 17 Thetis. Nei tre anni seguenti Luther scoprì gli asteroidi 26 Proserpina, 28 Bellona e 35 Leukothea. Dopo la quarta scoperta, il consiglio comunale di Dusseldorf gli aumentò lo stipendio, consistente in 200 talleri annuali.
Dal 1854 al 1857 Luther revisionò un catalogo stellare per l'Accademia reale delle scienze di Berlino.
L'asteroide 288 Glauke fu l'ultimo ad essere scoperto presso l'osservatorio, il 20 febbraio 1890. Complessivamente Luther scoprì 24 asteroidi. Nel 1892 gli succedette il figlio Wilhelm, in precedenza occupato presso gli osservatori di Bonn e Amburgo.
Nel 1943, il complesso fu distrutto durante un bombardamento. Nei pressi del sito originario dell'edificio è stato collocato un monumento commemorativo.
All'osservatorio è stato dedicato l'asteroide 4425 Bilk scoperto nel 1967.